# Famille Laffon de Ladebat
Pour les articles homonymes, voir Laffon de Ladebat (homonymie).
 (juillet 2024).
Si vous disposez d'ouvrages ou d'articles de référence ou si vous connaissez des sites web de qualité traitant du thème abordé ici, merci de compléter l'article en donnant les références utiles à sa vérifiabilité et en les liant à la section « Notes et références ».
La famille Laffon de Ladebat est une famille noble française éteinte au début du XXIe siècle, originaire de Castelsagrat (Tarn-et-Garonne), puis établie vers 1708 à Bordeaux (Gironde). Elle a été anoblie en 1773. De cette famille sont issus un président de l'Assemblée législative française en 1792 puis président du Conseil des Anciens en 1797, et un chef d'état-major général de l'armée française de 1910 à 1911. La famille Laffon de Ladebat est restée fidèle à sa confession protestante.
Cette famille ne doit pas être confondue avec d’autres familles subsistantes portant le patronyme « Laffon » ou « de Laffon », qui n’ont aucun lien avec elle.

## Histoire
Isaac Laffon, marié vers 1670 avec Françoise Ladebat, a pour fils :
- Daniel Laffon, né à Castelsagrat (Tarn-et-Garonne), marié vers 1708 avec Jeanne Nairac, dont :
  - Jacques-Alexandre Laffon de Ladebat, sieur de Bellevue, né le 2 janvier 1719 à Bordeaux, négociant, armateur et négrier à Bordeaux, anobli par le roi Louis XV en 1773[1], en reconnaissance de ses contributions à la richesse du royaume et à l'utilité publique, par l'armement maritime et le commerce d'esclaves, et par l'assèchement et la mise en culture des landes du Bordelais.

## Généalogie
- Daniel Laffon x vers 1708 Jeanne Nairac
  - Jacques-Alexandre Laffon de Ladebat, sieur de Bellevue (1719-1797), l'un des principaux armateurs et négriers de Bordeaux, x Anne Boucherie (1729-1759)
    - André-Daniel Laffon de Ladebat, seigneur d'Arlac (1746-1834), président de l'Assemblée législative en 1792 et président du Conseil des Anciens en 1797, x Julie de Bacalan (1758-1818)
      - Émile Laffon de Ladebat (1778-1842), négociant armateur à Bordeaux, x Antoinette Marie Duprat (1782-1856)
        - André Émile Léon Laffon de Ladebat (1807-1874), vice-amiral

      - Édouard Laffon de Ladebat (1788-1869), chef de division au ministère de l'Intérieur, conseiller de Préfecture de la Seine, officier de la Légion d'honneur, x Suzanne Eglé Féline
        - Henri Laffon de Ladebat (1818-1907), colonel d'artillerie, commandeur de la Légion d'honneur, x Marie Borgella (1830-1886)
          - Édouard Laffon de Ladebat (1849-1925), général, chef d'état-major général de l'armée française de 1910 à 1911

    - Philippe Auguste Laffon de Ladedat (1758-1840), colonel du régiment du Cap Saint-Domingue x Julie Adélaïde de Montagnac (1782-1866)
      - Charles Laffon de Ladebat (1807-1882), colonel de la French Brigade de la Nouvelle-Orléans durant la Guerre de Sécession américaine
      - Philippe Laffon de Ladebat (1812-1842), lieutenant de Vaisseau

## Personnalités
- Jacques-Alexandre Laffon de Ladebat (1719-1797), l'un des principaux armateurs et négriers de Bordeaux à la fin du XVIIIe siècle.
- André-Daniel Laffon de Ladebat (1746-1829), abolitionniste, président de l'Assemblée législative française en 1792 puis président du Conseil des Anciens en 1797.
- Charles Laffon de Ladebat (1807-1882), colonel de la French Brigade de la Nouvelle-Orléans durant la guerre de Sécession américaine[réf. nécessaire].
- André Émile Léon Laffon de Ladebat (1807-1874), vice-amiral
- Philippe Laffon de Ladebat (1812-1842), lieutenant de vaisseau dans l'escadre de l'amiral du Petit-Thouars, tué en 1842 lors du débarquement à Tahuata (îles Marquises)[réf. nécessaire].
- Édouard Laffon de Ladebat (1849-1925),  polytechnicien (comme son père), général de division (1908), chef d'état-major général de l'armée française de 1910 à 1911, membre du conseil supérieur de la Guerre de 1911 à 1914.

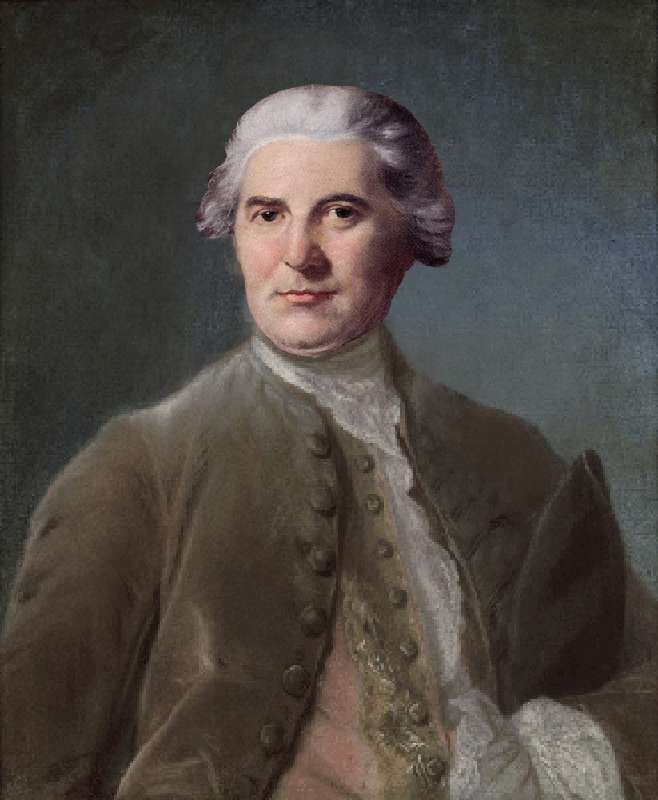
Jacques-Alexandre Laffon de Ladebat (1719-1797).
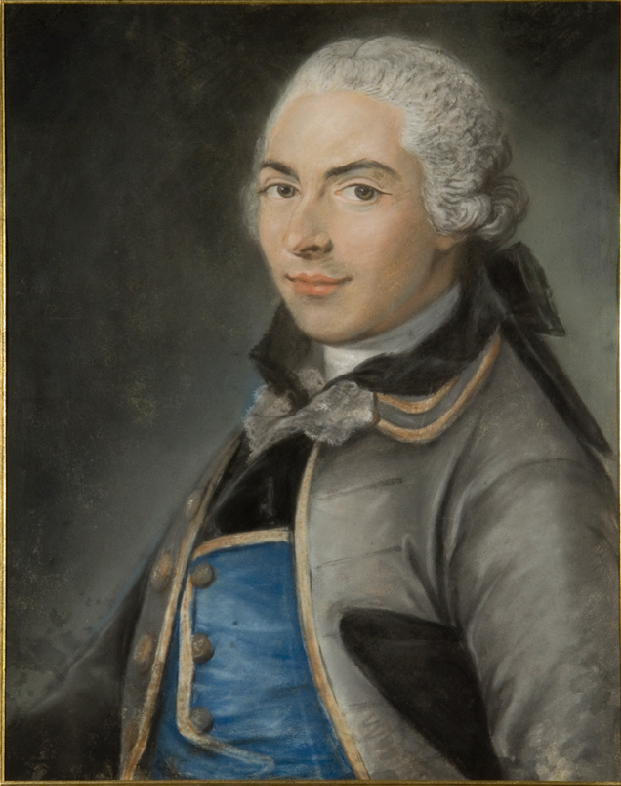
André-Daniel Laffon de Ladebat (1746-1829).
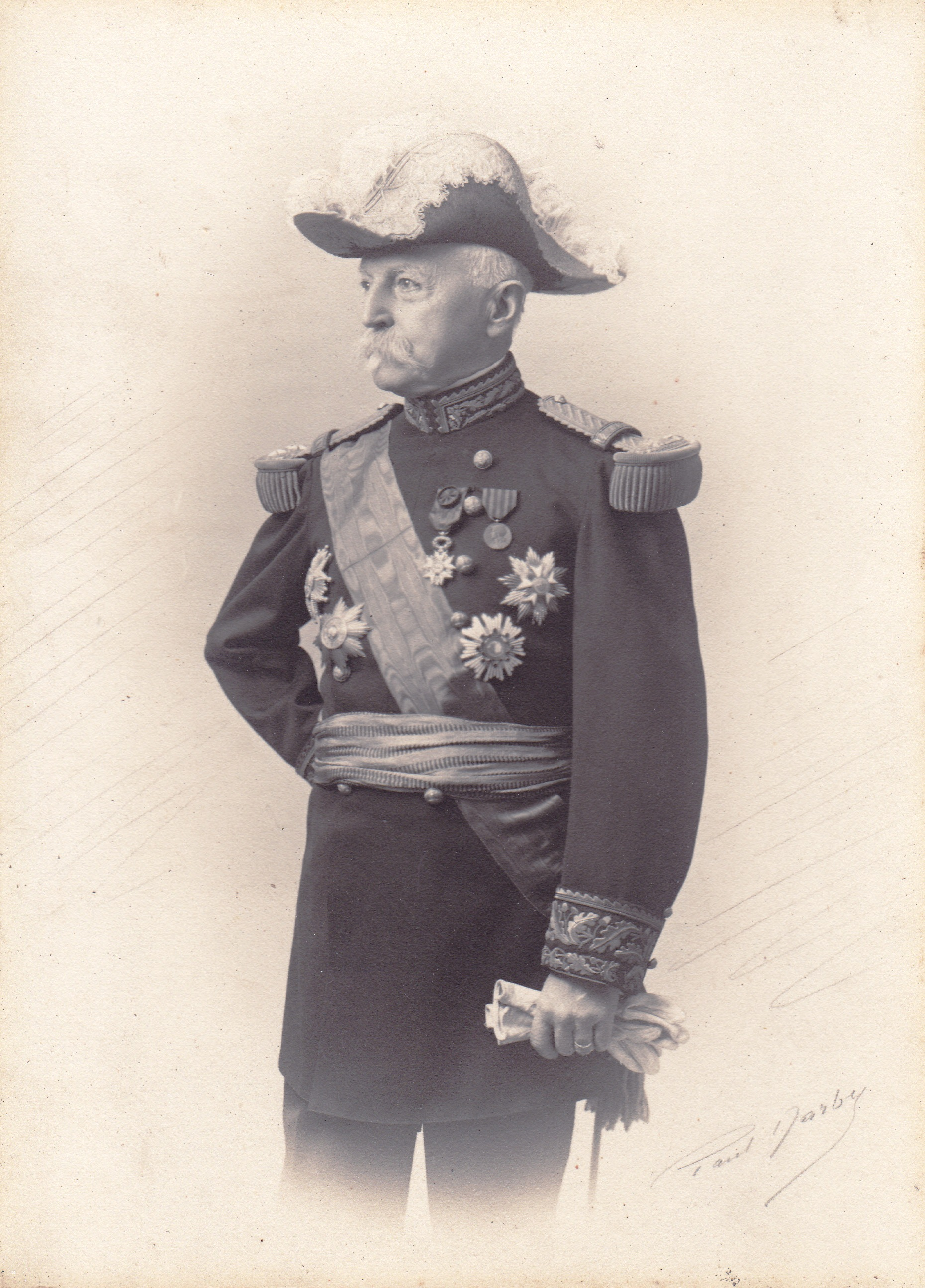
Édouard Laffon de Ladebat (1849-1925)

### Personnalités alliées
- Gaston Peyrouton Laffon de Ladebat (1841-1885), capitaine de frégate, disparu en mer aux commandes du vaisseau de guerre français Le Renard, neveu d'André Émile Léon Laffon de Ladebat.
- Jean Bouffet (1882-1940), général de corps d'armée, mort pour la France, gendre d'Édouard Laffon de Ladebat.

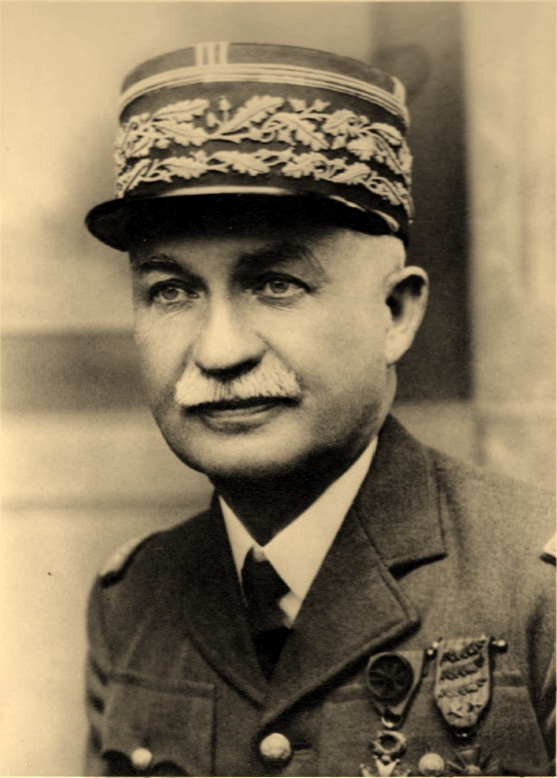
Jean Bouffet (1882-1940).

## Armes et devise
Les activités économiques de Jacques-Alexandre Laffon de Ladébat, et en particulier son zèle négrier, lui valent des lettres de noblesse en 1773 malgré sa communion protestante. La distinction est justifiée car « depuis 1764, il en [des Noirs] a fait passer plus de quatre mille par quinze armements ». Ses armoiries symbolisent ses domaines de réussite.
- Armes : D'azur à une fontaine d'argent jaillissante, surmontée d'un soleil rayonnant d'or, accompagné de deux ancres d'argent. (armes réglées par Antoine-Marie d'Hozier de Sérigny, juge d'armes de la noblesse de France)[réf. nécessaire]
- Devise : Soyez utile